# Droctulfo
Droctulfo (também referido como Droctulf, Droctulfus, Drocton) foi um general do Império Bizantino de origem alamana ou sueva. Conforme Paulo, o Diácono, em sua obra Historia gentis Langobardorum, ele foi criado entre os Lombardos, com quem ele entrou na península Itálica em 569. Ele teria se juntado ao exército bizantino para lutar com eles e se tornou um importante aliado do imperador bizantino e do Papa.
Depois que Faroaldo I de Espoleto, capturou Cassis, o porto de Ravena, Droctulfo o recapturou para o império em 575–76. Ele foi aprisionado por um curto tempo (Paulo se refere a captivitas), mas foi liberado pelo império e serviu como comandante (duque de Brescello, Reggio nell'Emilia), onde guardava a ponte sobre o rio Pó que levava a Classis, por volta de 584. 
No período entre 584 e 590, ele manteve guerra contra o rei lombardo Autário, o qual o forçou a se refugiar em Ravena enquanto a região de Brescello foi tomada pelos lombardos e suas muralhas reduzidas arrasadas.
Depois de seu insucesso na Itália, Droctulfo foi chamado aos Balcãs e à Trácia para combater os exército dos eslavos e dos ávaros, libertando Adrianópolis em 586.
Os bizantinos lhe destinaram um sepultamento na Basílica de São Vital em Ravena, onde seu longo epitáfio sobreviveu para registro por Paulo Diácono.
Benedetto Croce e Jorge Luis Borges registraram tal estória em suas obras.